# Vuelta (revue)
La revue Vuelta est une revue littéraire, culturelle et politique en langue espagnole fondée en 1976 et dirigée du début à la fin par Octavio Paz. Cette revue s’est arrêtée à la mort de cet écrivain.

## Historique et ligne éditoriale
Fondée en 1976, et succédant au titre Plural créé en 1971, cette revue a été non seulement un magazine littéraire et culturel, mais aussi, pour reprendre la formule de Mario Vargas Llosa, « une tribune civique, depuis laquelle ont été dénoncés la censure, le dogmatisme, les dictatures, la terreur politique et intellectuelle, et défendus la tolérance, le pluralisme et l'option démocratique. ». La revue a ainsi défendu des points de vue  critiques sur le révolution cubaine ou la révolution sandiniste au Nicaragua, se montrant méfiance vis-vis des leaders issus de ces mouvements, et a dénoncé des collusions entre certains intellectuels et le pouvoir au Mexique ou dans d’autres pays d’Amérique latine. Ceci vaut à l'équipe de rédaction la suspicion d’une partie de l'intelligentsia latino-américaine.
La revue a été quelquefois partie prenante de polémique. La plus retentissante date de juin 1988. Enrique Krauze, proche collaborateur de Paz, s’en est pris en termes vifs à une autre figure de la littérature mexicaine, Carlos Fuentes. 
La revue s’est arrêtée en 1998, à la mort d’Octavio Paz. La société éditrice a préféré interrompre la publication, dont le contenu était profondément lié, depuis le départ, à la personnalité de l’écrivain, et a lancé quelques mois plus tard un autre magazine, Letras Libres.
La revue Vuelta a reçu en 1993 le Prix Princesse des Asturies.